# Cratere Virginia
Virginia  è un cratere sulla superficie di Venere.